# HMS Hermes (95)
HMS Hermes var ett brittiskt hangarfartyg som byggdes för Royal Navy och var världens första fartyg som från början konstruerades som ett hangarfartyg, även om den kejserliga japanska flottans Hōshō var det första som sjösattes och togs i bruk. Fartyget började byggas under första världskriget, men var inte färdigt förrän efter krigsslutet, eftersom det hade försenats av flera designändringar efter att arbetet hade påbörjats. De flesta av de ändringar som gjordes syftade till att optimera hennes konstruktion mot bakgrund av resultaten av experiment med operativa hangarfartyg.
Hermes togs i bruk 1924 och tjänstgjorde kort i Atlantflottan innan hon tillbringade större delen av sin karriär i Medelhavsflottan och i Kina-flottan ("China Station"). I Medelhavet samarbetade hon med andra hangarfartyg för att utveckla nya taktiker för sjöbaserat flyg. När hon deltog i Kina-flottan hjälpte hon till att stävja piratverksamhet i kinesiska vatten. Hermes återvände hem 1937 och placerades i malpåse innan hon om klassificerades till ett utbildningsfartyg 1938.
När andra världskriget började i september 1939, var fartyget kortvarigt placerat i Home Fleet och utförde ubåtsjakt väster om de brittiska öarna. I oktober förflyttades fartyget till Dakar för att samarbeta med den franska flottan i jakten på tyska hjälpkryssare och blockadlöpare. Bortsett från en kort ombyggnad stannade Hermes där fram till Frankrikes fall och inrättandet av Vichyregimen i slutet av juni 1940. Med stöd av flera kryssare blockerade fartyget sedan Dakar och försökte sänka det franska slagskeppet Richelieu genom att spränga sjunkbomber under dess akter samt skicka Fairey Swordfish torpedflygplan för att attackera henne på natten. När Hermes återvände från detta uppdrag rammade hon av misstag en brittisk beväpnad hjälpkryssare i en storm och behövde flera månaders reparationer i Sydafrika, varefter hon återupptog patrullering efter axelmakternas fartyg i Sydatlanten och Indiska oceanen.
I februari 1941 stödde fartyget samväldesstyrkor i italienska Somaliland under den östafrikanska kampanjen och gjorde samma sak två månader senare i Persiska viken under det anglo-irakiska kriget. Efter kampanjen tillbringade Hermes större delen av av året med att patrullera i Indiska oceanen. Hon renoverades i Sydafrika mellan november 1941 och februari 1942 och anslöt sig sedan till den östra flottan på Ceylon.
Hermes låg i Trincomalee den 8 april när en varning om en räd i Indiska oceanen från den japanska flottan mottogs, och hon seglade samma dag till Maldiverna utan sina flygplan ombord. Den 9 april upptäckte ett japanskt spaningsplan henne nära Batticaloa, och kort därefter attackerades hon av en stor mängd störtbombplan. Utan luftskydd sänktes hangarfartyget snabbt av de japanska flygplanen. De flesta av de överlevande räddades av ett närliggande sjukhusfartyg, även om 307 män förlorades i förlisningen.

## Utveckling
Liksom Hōshō byggde Hermes på ett kryssarskrov och var ursprungligen konstruerad för att kunna bära både reguljära flygplan och sjöflygplan. Fartygets design härstammade från en design för flygplanskryssare från 1916 av Gerard Holmes och Sir John Biles, men förändrades avsevärt av Sir Eustace d'Eyncourt, chef för flottans konstruktionsbyrå, i sin skissdesign från april 1917. Hennes mest anmärkningsvärda inslag var en sjöflygplans-slip som bestod av tre sektioner. Sjöflygplanen skulle rulla in på den styva nedsänkta delen akterut och docka med en vagn som skulle föra in flygplanet i hangaren. En flexibel undervattensdel skiljde den bakre delen från den stela främre delen av slipen för att förhindra att undervattensdelen rullade med fartygets rörelse. Hela slipen kunde dras in i fartyget, och en kran löpte längs hela hallen för att hjälpa till att bärga sjöflygplanen. I ritningen planerades det två torn, med varsin av fartygets två skorstenar, med ett heltäckande flygdäck mellan dem. Ett stort nät kunde spännas upp mellan dem för att stoppa flygplan med för hög hastighet. Flygplanen transporterades mellan hangaren och flygdäcket med hjälp av två flygplanshissar; den främre hissen mätte 9,1 x 9,1 meter och den bakre 18,3 x 5,5 meter. Denna design hade ett deplacement på 9 100 ton och rymde sex stora Short 184 sjöflygplan och sex mindre Sopwith Baby sjöflygplan. Fartygets bestyckning bestod av sex 10,2 cm allmålskanoner.
Konstruktionsbyrån tog fram en detaljerad ritning i januari 1918 som innehöll några ändringar av den ursprungliga skissen, bland annat en roterande bogkatapult som skulle göra det möjligt för fartyget att starta flygplan oavsett vindriktning, och fartyget kölsträcktes samma månad enligt den reviderade ritningen. Konstruktionen gick långsamt, eftersom de flesta av varvets resurser användes för att slutföra ombyggnaden av HMS Eagle från slagskepp till hangarfartyg. Den långsamma takten i byggandet gav mer tid för att omarbeta fartygets design. I mitten av juni hade slipen strukits från konstruktionen och fartygets beväpning hade reviderats till att bestå av elva 15,2 cm kanoner och endast en enda luftvärnskanon. Vid den här tiden hade osäkerheten om den bästa konfigurationen för ett hangarfartyg ökat till den grad att amiralitetet förbjöd varvet att arbeta ovanför hangardäcket utan uttryckligt tillstånd. Senare samma år reviderades fartygets konstruktion igen för att införliva ett enda torn, dess hissar ändrades till en enhetlig storlek på 13,4 x 6,1 meter och dess beväpning ändrades till tio 15,2 cm- och fyra 10,2 cm kanoner. Dessa ändringar ökade hennes deplacement till 10 270 ton.
Byggandet avbröts efter att Hermes sjösattes i september 1919, eftersom amiralitetet väntade på resultaten av testerna med Eagle och Argus. Hennes konstruktion ändrades i mars 1920 med ett torn och skorsten till styrbord, och den främre katapulten togs bort. Logiken bakom placeringen av ön till styrbord var att piloter i allmänhet föredrog att svänga till babord när de återhämtade sig efter en avbruten landning. En framträdande trebensmast lades också till för att inrymma eldledningssystemen för hennes kanoner.
De sista ändringarna av fartygets konstruktion gjordes i maj 1921, efter tester med Argus och Eagle. Hissarna förstorades och flyttades längre ifrån varandra för att ge mer utrymme för inbromsningsvajrar. Hennes sjömålsförmåga minskades till sex 14 cm kanoner och hennes flygdäck byggdes in i fören.

### Beskrivning
Hermes hade en total längd på 182,9 meter, en bredd på 21,4 meter och ett djupgående på 7,1 meter vid fullast. Hennes deplacement var 11 020 ton vid standardlast. Var och en av fartygets två uppsättningar växlade Parsonsturbiner drev en propelleraxel. Ånga levererades av sex Yarrowpannor som arbetade med ett tryck på 235 psi (1 620 kPa; 17 kgf/cm²). Turbinerna var konstruerade för totalt 40 000 axelhästkrafter (30 000 kW), men de producerade 41 318 shp (30 811 kW) under hennes sjötester, vilket gav Hermes en hastighet på 26,2 knop (48,5 km/h). Fartyget hade en kapacitet på 2 000 ton brännolja som gav henne en räckvidd på 4 480 nautiska mil (8 300 km) vid 16 knop (30 km/h).
Fartygets flygdäck var 173,7 meter långt och hissarnas dimensioner var 11,0 x 11,2 meter. Hangaren var 121,9 meter lång, 15,2 meter bred och 4,9 meter hög. En stor kran var placerad bakom tornet. På grund av sin storlek kunde fartyget endast transportera cirka 20 flygplan. Bensintankarna hade en kapacitet på 32 000 liter. Fartygets besättning uppgick 1939 till 33 officerare och 533 man, exklusive flyggruppen.
För självförsvar mot fientliga fartyg hade Hermes sex BL 14 cm Mk I-kanoner, tre på varje sida av fartyget. Alla tre QF Mk V 10,2 cm kanoner var placerade på flygdäcket. Fartygets bältespansar vid vattenlinjen var 76 mm tjockt och flygdäcket var 25 mm tjockt. Hermes hade en metacentrisk höjd på 0,9 meter och hade god sjöduglighet. Hon hade dock en ganska stor yta som var utsatt för vinden och drabbades av lovgirighet vid låg fart när vinden blåste från sidan.

## Tjänstgöring

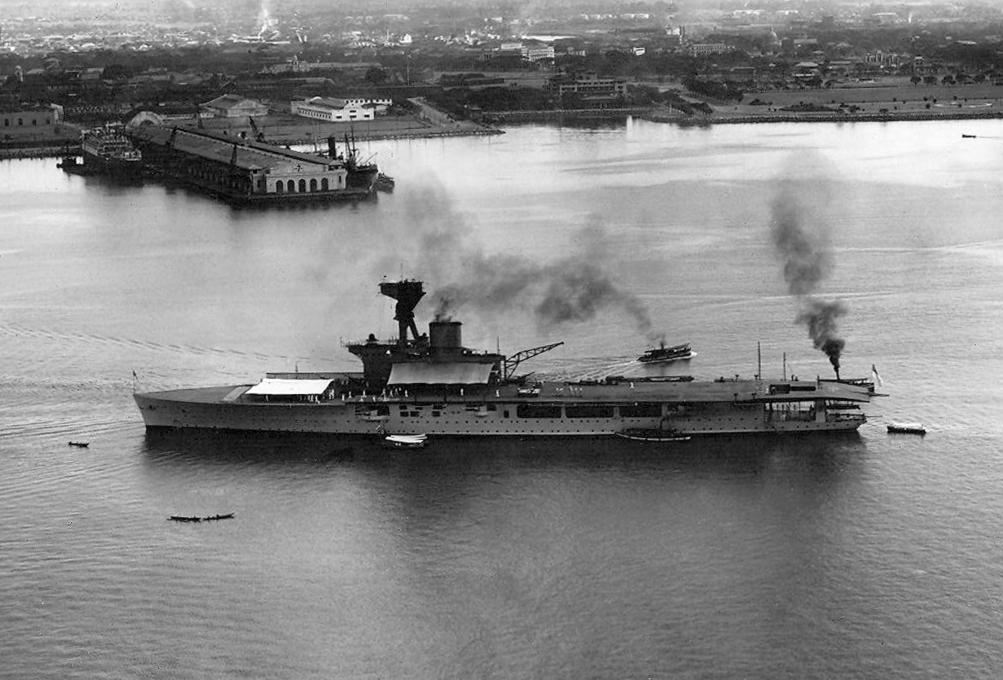
HMS Hermes i Manila 1928.

Hermes började byggas av Sir W. G. Armstrong-Whitworth and Company i Walker vid floden Tyne den 15 januari 1918 som världens första specialkonstruerade hangarfartyg, och sjösattes den 11 september 1919. Hon döptes av Mrs A. Cooper, dotter till förste amiralitetsherren Walter Long. Varvet skulle stängas i slutet av 1919 och amiralitetet beordrade att fartyget skulle bogseras till Devonport, dit det anlände i januari 1920 för att färdigställas.

### 1920-talet
Kapten Arthur Stopford utsågs till fartygets befälhavare i februari 1923 och fartyget påbörjade sina sjötester i augusti. Efter att ha blivit utrustad togs Hermes i bruk den 19 februari 1924 och tilldelades senare Atlantflottan. Hon genomförde flygprov med Fairey IIID spaningsplan under de kommande månaderna. Därefter rustades hon om fram till november och förflyttades sedan till Medelhavsflottan. Hon anlände till Malta den 22 november och behövde en del reparationer för att åtgärda stormskador som hon fått under resan. Vid denna tidpunkt tog fartyget ombord 403:e flyggruppen med Fairey Flycatcher jaktplan och 441:e flyggruppen med Fairey IIID spaningsflygplan. Hermes genomförde flygövningar med Eagle och resten av Medelhavsflottan i början av 1925 innan hon påbörjade en sju veckors ombyggnad på Malta den 27 mars, för att sedan segla till Portsmouth där hon anlände den 29 maj efter att hennes flygplan hade flugit i land.
Hermes seglade till Kina-flottan ("China Station") den 17 juni med 403:e och 441:e flyggrupperna ombord, men gjorde ett långt uppehåll på vägen i Medelhavet under vilket kapten Stopford ersattes av kapten C. P. Talbot. Hon anlände till Hongkong den 10 augusti 1925. Fartyget gjorde sitt första utländska hamnbesök i Amoy i november. Hermes återvände till Medelhavet i början av 1926 och renoverades på Malta mellan april och juni. 441:e flyggruppen överfördes till Eagle vid denna tid i utbyte mot 440:e flyggruppen som flög ombord i september. 442:e gruppen anslöt sig också till fartyget vid denna tid; båda flygen var utrustade med Fairey III biplan. Fartyget övade med Medelhavsflottan efter att ombyggnaden var klar och kapten R. Elliot avlöste kapten Talbot den 14 augusti. Hermes återvände till Hongkong den 11 oktober och genomförde rutinutbildning tills hon seglade till marinbasen i Wei Hai Wei den 27 juli 1927 för att undkomma sommarvärmen. Fartyget träffade i september Argus, som skulle ersätta henne i Kina-flottan. Innan hon lämnade området attackerade dock båda fartygen piratbasen vid Bias Bay och deras flotta av djonker och sampaner. Hermes nådde Storbritannien den 26 oktober och påbörjade en ombyggnad vid Chatham Dockyard i början av november. En av hennes 10,2 cm kanoner togs bort vid denna tidpunkt. Någon gång efter denna ombyggnad försågs fartyget med två enkelmonterade 40 mm "pom-pom" luftvärnskanoner.
Kapten Eliot avlöstes av kapten G. Hopwood den 2 december och fartyget skickades till Kina-flottan den 21 januari 1928. Fairey IIID-flygplanen från 440:e gruppen hade ersatts av Fairey IIIF-flygplan och fartyget behöll samma tre flyggrupper för den här insatsen. På väg till Hongkong stannade Hermes i mars i fyra dagar i Bangkok, och inspekterades av kung Rama VII. Hon nådde Hongkong den 18 mars och avlöste där Argus. Fartyget tillbringade en månad i hamnen i Chefsoo i maj och därefter de följande tre veckorna i Wei Hai Wei. Under ett besök i Chinwangtao i juli gjorde ett av hennes Fairey IIIF sjöflygplan en nödlandning utanför hamnen; men den italienska jagaren Muggia kunde rädda piloten och bogserade flygplanet tillbaka till hangarfartyget. Under resten av året besökte fartyget Shanghai, Manila samt Kudat och Jesselton på Borneo. Hon påbörjade en ombyggnad i Hongkong i januari 1929 och kapten J. D. Campbell tog över befälet den 28 mars. Efter att ombyggnaden var klar i april genomförde Hermes flygövningar innan det seglade uppför floden Yangtze för att besöka Nanking månaden därpå. Därefter tillbringade hon de följande fyra månaderna vid Wei Hei Wei. Hon gjorde besök i Tsingtao och Japan innan hon återvände till Hongkong den 29 oktober där hon stannade resten av året.

### 1930-talet
Den 28 januari 1930 transporterade Hermes den brittiske ambassadören i Kina, Sir Miles Lampson, till Nanking för samtal med den kinesiska regeringen om den japanska invasionen av Manchuriet och hon stannade där tills hon seglade nedströms till Shanghai den 2 mars. I slutet av månaden var hangarfartyget tillbaka i Hongkong och stannade där till juni då hon återvände till Wei Hai Wei för sitt årliga sommarbesök. Fartyget återvände kort till Hongkong innan hon seglade till Storbritannien den 7 augusti. Hermes anlände till Portsmouth den 23 september, men stannade där endast sex dagar innan hon seglade till Sheerness. Kapten E. J. G. MacKinnon avlöste kapten Campbell där den 2 oktober. Hon fick en kort ombyggnad på Chatham Dockyard innan hon återigen seglade till Kina-flottan. Fartyget hade endast de 403:e och 440:e flyggrupperna ombord under denna insats och transporterade sex Blackburn Ripons som levererades till Malta och HMS Eagle. Hermes lämnade Portsmouth den 12 november och nådde Hongkong den 2 januari 1931. På väg till sin sommartillflykt vid Wei Hai Wei fick fartyget den 9 juni en rapport om att ubåten Poseidon hade sänkts där under en övning. Kapten MacKinnon tog befälet över räddningsarbetet när Hermes anlände till olycksplatsen en timme senare. Åtta av ubåtens besättningsmän lyckades undkomma genom den främre torpedluckan, men endast sex av dem nådde upp till ytan där de hämtades och behandlades i Hermes sjukstuga.

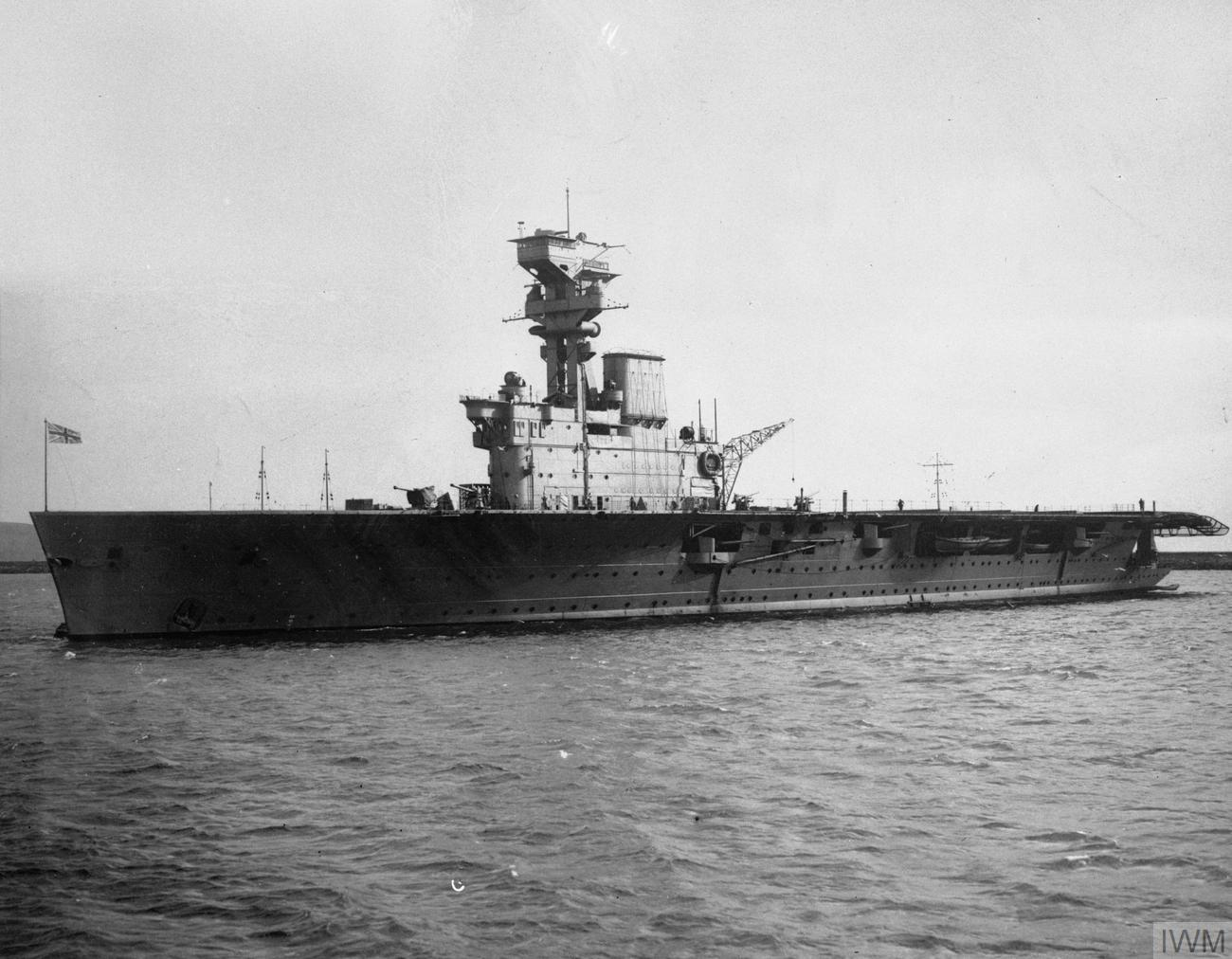
Hermes 1938.

Fartyget stannade kvar i Wei Hai Wei fram till slutet av augusti då det återigen seglade uppför Yangtze till Hankow. Hon nådde inlandshamnen den 5 september och skickade ut beväpnade vakter för att stävja oroligheter på flera brittiskägda handelsfartyg. Hennes främsta syfte var dock att hjälpa den kinesiska regeringens undersökning av de massiva översvämningarna i området. Charles Lindbergh och hans fru Anne Morrow Lindbergh var också i staden för att undersöka översvämningarna med sitt Lockheed Sirius-flygplan och de bjöds in att använda hangarfartyget som bas. Tyvärr vändes deras flygplan på morgonen den 2 oktober av en stark ström när det hissades tillbaka i vattnet av Hermes kran. De räddades snabbt av en båt från hangarfartyget, men deras flygplan var skadat. Kapten MacKinnon erbjöd sig att ta dem och deras flygplan till Shanghai där det kunde repareras och fartyget avgick nästa dag. Hon stannade i Shanghai till den 2 november, då hon seglade till Hongkong. Hermes fick den 3 november ett nödmeddelande från ett japanskt handelsfartyg, SS Ryinjin Maru, som hade gått på grund vid Tan Rocks nära det kinesiska fastlandet vid mynningen av Taiwansundet. Fartyget lyckades rädda nio besättningsmedlemmar innan det avlöstes av den japanska jagaren Nashi och kunde fortsätta till Hongkong. Hon nådde staden den 7 november och stannade i området till april 1932.
Kapten MacKinnon blev sjuk nästa månad och han ersattes av kapten W. B. Mackenzie den 25 februari. Efter en kort ombyggnad gjorde hangarfartyget, eskorterat av jagaren Whitehall, ett kort besök i Amoy i slutet av april innan det seglade till Wei Hai Wei där det stannade till den 17 september. Den dagen seglade Hermes tillNagasaki och tillbringade sedan fyra veckor i Shanghai. Fartyget återvände inte till Hongkong förrän den 28 oktober och tillbringade de närmaste månaderna där. I januari 1933 besökte hangarfartyget Filippinerna i flera veckor innan det återvände till Hongkong där det fick en kort ombyggnad. Efter korta besök i Tsingtao och Wei Hai Wei lämnade Hermes Hongkong i mitten av juni för Storbritannien. Hon anlände till Sheerness den 22 juli, men fartyget överfördes kort därefter till Chatham Dockyard och öppnades för allmänheten under Navy Week i början av augusti. Nästa månad seglade hon till Devonport Dockyard för en grundlig ombyggnad. Tvärgående inbromsningsvajrar monterades och maskineriet fick en grundlig översyn. Någon gång under 1932 ersattes de två enkelmonterade 40 mm kanonerna av två fyrdubbelt monterade Mark III 12,7 mm kulsprutor.
Kapten G. Fraser utsågs den 15 augusti 1934 till ny befälhavare och fartyget påbörjade tester av den nya utrustningen i början av november. Samtidigt anslöt sig de nio Fairey Seal torpedflygplanen från 824:e skvadronen till fartyget. Hermes seglade från Portsmouth den 18 november och anlände till Hong Kong den 4 januari 1935. Hawker Osprey spaningsplanen från 803:e skvadronen överfördes från Eagle innan det fartyget lämnade Hongkong. Den 29 januari kapade pirater ett brittiskägt handelsfartyg, SS Tungchow, med 90 brittiska och amerikanska barn ombord och Hermes fick order om att leta efter fartyget när det inte anlände till Chefsoo på utsatt tid. Tre Seal-flygplan upptäckte henne i Bias Bay den 1 februari och piraterna övergav fartyget när de upptäcktes och lämnade passagerarna oskadda. Hermes stannade kvar i närheten av Hongkong fram till mitten av maj då hon seglade till Wei Hai Wei. Där stannade hon till den 12 september då amiralitetet beslutade att förflytta henne till Singapore där hon låg närmare Östafrika ifall ett militärt svar på den italienska invasionen av Etiopien ansågs nödvändigt. Den19 september anlände fartyget och stannade i området de kommande fem månaderna.
Fartygets flygplan var avdelade för att söka efter Sir Charles Kingsford Smiths i flygplanet Lady Southern Cross när det inte kom fram till Singapore den 8 november under ett försök att sätta ett nytt hastighetsrekord mellan Storbritannien och Australien. Inga spår hittades av vare sig flygplanet eller dess besättning trots en månadslång sökning. Hermes återvände till Hongkong i början av mars 1936 innan hon påbörjade en rundtur i Japan den 21 april, eskorterad av jagarna Duncan och Delight. Under sommaren stannade fartyget i Wei Hai Wei och återvände inte till Hongkong förrän i slutet av oktober. Under större delen av januari 1937 turnerade hangarfartyget, åtföljt av den tunga kryssaren Dorsetshire och jagarna Duncan och Diana, runt i Nederländska Ostindien. Fartygets torpedflygplan övade torpedattacker mot kryssarna Cumberland och Dorsetshire i februari och samarbetade med Royal Air Force torpedflygplan baserade vid RAF Seletar i Singapore. Hermes lämnade Singapore den 17 mars och lämnade den 803:e skvadronen bakom sig. Hermes nådde Plymouth den 3 maj 1937. Efter flottuppvisningen i Spithead den 20 maj för kung George VI tilldelades hon reservflottan. Den 16 juli 1938 överfördes Hermes från reservflottan och omklassades till ett utbildningsfartyg.
1937 planerades det att ersätta Hermes tre enkelmonterade 10,2 cm kanoner med två dubbelmonterade 10,2 cm kanoner, en fram och en akter om tornet, samt två oktupel-monterade 40 mm luftvärnskanoner. Ett eldledningssystem ("High-Angle Control System") skulle ha monterats för att styra dessa kanoner, men varvet hade ej tid för arbetet och kunde inte börja ombyggnaden förrän i juli 1938. De skulle enligt planerna installeras mellan september och december 1939, men krigsutbrottet kom emellan och ingenting blev gjort. Fartygets bensintankar skulle ökas till 59 000 liter i april 1940, men inte heller detta verkar ha skett.

### Andra världskriget
Fartyget fick en kort ombyggnad i början av augusti 1939 och kapten F. E. P. Hutton tog över befälet den 23 augusti. Hon togs åter i bruk dagen därpå och 12 Fairey Swordfish torpedflygplan från 814:e skvadronen togs ombord den 1 september. Hermes genomförde ubåtsjakts patruller i mitten av september i ett försök att hitta ubåtar i områdena väster om de brittiska öarna. Den 18 september, dagen efter att hangarfartyget Courageous sänktes under en sådan patrull, lokaliserade Hermes en ubåt, men attacker från hennes eskorterande jagare Isis och Imogen orsakade ingen skada. Den 7 oktober mötte fartyget det franska slagskeppet Strasbourg och de anlände tillsammans i Dakar i Franska Västafrika den 16 oktober. De utsågs till "Styrka X" och började söka efter tyska fartyg i Atlanten den 25 oktober. Hermes genomförde dessa patruller utan att några observationer gjordes fram till slutet av december då hon eskorterade en konvoj till Storbritannien där hon kunde repareras den 9 januari-10 februari 1940. Fartyget återvände sedan till Dakar och återupptog sina patruller efter tyska ytfartyg och blockadlöpare.

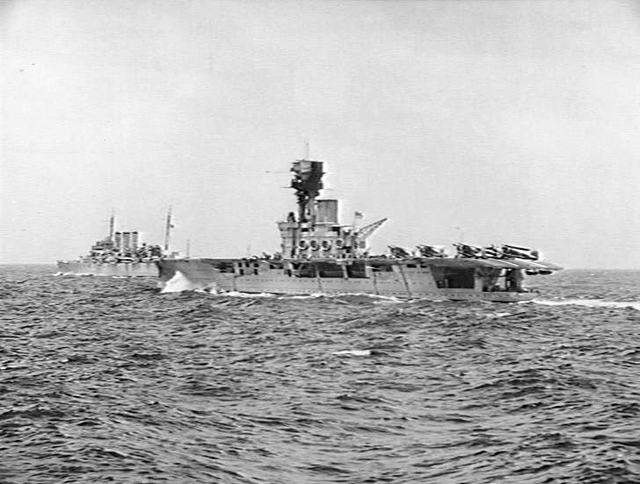
Hermes och eskorterar en konvoj i juni 1940.

Kapten Richard F. J. Onslow avlöste kapten Hutton den 25 maj och Hermes fortsatte sina resultatlösa patruller. Efter att ha återvänt från en sådan patrull den 29 juni beordrades fartyget att lämna hamnen endast nio timmar efter sin ankomst och inleda en blockad av Dakar eftersom guvernören i Franska Västafrika hade förklarat kolonins lojalitet med den franska Vichyregimen. Natten mellan den 7 och 8 juli försökte en båt från Hermes släppa fyra sjunkbomber under det franska slagskeppet Richelieus akter i samband med en torpedattack av Swordfish från 814:e skvadronen. Båten lyckades nå fram till det franska fartyget, men sjunkbomberna detonerade inte. Torpedattacken var mer framgångsrik då en av slagskeppets propellrar skadades. Franska flygplan attackerade de brittiska styrkorna flera gånger som vedergällning, men utan framgång. När Hermes återvände till Freetown efter attacken råkade den 10 juli under ett regnväder i mörkret ramma den beväpnade hjälpkryssaren HMS Corfu. Vid kollisionen skadades tre ur hangarfartygets besättning, varav en senare dog av sina skador, men ingen ur Corfus besättning skadades. De två fartygen satt fast i varandra så att Corfus besättning kunde gå från det ena till det andra när kapten Onslow beordrade att större delen av besättningen skulle evakueras till Hermes. De drogs isär av en kombination av hangarfartygets turbiner i full fart akterut och tömning av ballasttankar ombord på Corfu för att lätta fartyget i fören. Hermes hade förstört de främre 9,1 meterna av sin bog, mestadels ovanför vattenytan, och kunde fortsätta till Freetown i 12 knop (22 km/h), men Corfu måste bogseras med aktern först till Freetown dit hon anlände tre dagar senare. Hangarfartyget anslöt sig till en konvoj till Sydafrika den 5 augusti och påbörjade reparationer i Simonstown 12 dagar senare. Reparationerna avslutades den 2 november och fartyget återvände till Freetown den 29 november.
Fartyget fick sällskap av den lätta kryssaren Dragon den 2 december för att söka efter tyska örlogsfartyg i södra Atlanten. De opererade mestadels från Sankta Helena under månaden och fick senare sällskap av den beväpnade hjälpkryssaren Pretoria Castle för att leta efter kryssaren Admiral Scheer, utan framgång. Styrkan seglade till Simonstown den 31 december och Hermes skickades ut för att söka efter Vichy-franska blockadlöpare utanför den sydafrikanska kusten. Ett sådant fartyg upptäcktes den 26 januari, men det återvände till Madagaskar. Den 4 februari begav sig fartyget norrut för att möta upp med de tunga kryssarna Shropshire och Hawkins för att blockera den somaliska hamnen Kismayo som belägrades av samväldes styrkor. Hawkins tillfångatog tre italienska handelsfartyg och Hermes tog ett den 12 februari.

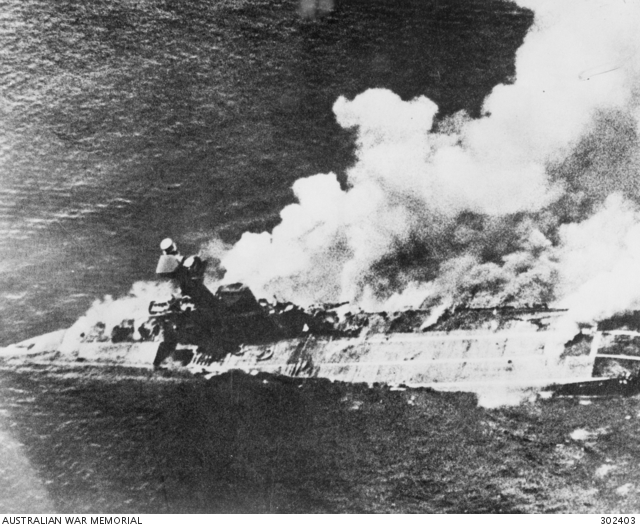
En flygbild på Hermes medan hon sjunker.

Den 22 februari var hangarfartyget ett av de fartyg som fick i uppdrag att söka efter Admiral Scheer efter att hon hade upptäckts av ett flygplan från den lätta kryssaren Glasgow, men slagskeppet lyckades undkomma styrkan. Hermes anlände till Colombo, Ceylon, den 4 mars och fortsatte att söka efter fientliga fartyg. Hon skickades till Persiska viken i april för att stödja brittiska operationer i Basra i Irak och stannade där fram till mitten av juni, då hon återvände till patrullering i Indiska oceanen mellan Ceylon och Seychellerna. Fartyget fortsatte att patrullera fram till den 19 november då det anlände till Simonstown för en ombyggnad som inte var klar förrän den 31 januari 1942. Hermes tilldelades den östra flottan och anlände till Colombo den 14 februari. Hon gick till sjöss den 19 februari för att ta emot Swordfish-flygplan från 814:e skvadronen och för att möta jagaren HMAS Vampire för att genomföra en ubåtsjakts patrull. Skvadronen överfördes till land den 25 februari efter att fartygen anlänt till Trincomalees hamn. De två fartygen beordrades segla till Fremantle, Australien, i mitten av mars för att ansluta sig till de allierade flottstyrkorna som hade sitt huvudkvarter där, men de återkallades efter tre dagar och tilldelades Styrka B i östra flottan.
Efter de japanska hangarfartygens räd mot Colombo den 5 april skickades Hermes och Vampire till Trincomalee för att förbereda Operation Ironclad, den brittiska invasionen av Madagaskar, och 814:e skvadronen skickades i land. Efter en förvarning om en japansk flygräd den 9 april 1942 lämnade de Trincomalee och seglade söderut längs Ceylons kust. De upptäcktes dock utanför Batticaloa av ett japanskt spaningsplan från slagskeppet Haruna. Britterna snappade upp rapporten om platsen och beordrade fartygen att återvända till Trincomalee med största möjliga skyndsamhet och försökte ge dem eskort av jaktflygplan. Japanerna skickade 85 Aichi D3A störtbombare, eskorterade av nio Mitsubishi A6M Zero jaktplan, mot de två fartygen. Minst 32 attackerade dem och sänkte dem i snabb ordning trots att sex RAF Fairey Fulmar II jaktplan från 273:e skvadronen anlände. Ytterligare sex Fulmar-flygplan från 803:e och 806:e skvadronerna anlände efter att Hermes redan hade sjunkit. Resten av de japanska flygplanen attackerade andra fartyg längre norrut och sänkte RFA Athelstone på 5 571 bruttoregisterton (BRT), hennes eskort, korvetten Hollyhock, oljetankern SS British Sergeant och det norska handelsfartyget SS Norviken på 2 924 BRT.